# OGIF
L’OGIF est un des principaux acteurs du logement intermédiaire en Île-de-France. Son pôle immobilier regroupe quatre filiales. Elles représentent environ 32 000 logements, majoritairement implantés en Île-de-France. Leur mission est de proposer une offre complète de logements intermédiaires aux salariés des entreprises avec des loyers inférieurs au prix du marché (en moyenne – 20 %).

## Histoire
En tant que filiales d’Action logement, les sociétés du pôle immobilier de l’OGIF ont toujours été positionnées comme des opérateurs non HLM dont la vocation est de loger la classe moyenne. Elles construisent du logement intermédiaire depuis leur création (1957 pour Ogif, 1971 pour Soguim, 1978 pour SNR et 1979 pour Apec location).

## Offre et Missions
L’offre de l’OGIF se compose de logements en Prêt locatif social (PLS) mais aussi de logements financés en Prêts locatifs intermédiaires (PLI) et de logements locatifs intermédiaires (LLI). Avec le
LLI, l’OGIF s’oriente vers un objectif de développement de 1 000 logements par an.
Positionnés entre le logement locatif social et le logement locatif libre ou en accession, les logements s’adressent principalement aux salariés de la classe moyenne francilienne. 
L’autre objectif est de répondre à la demande des entreprises implantées en Île-de-France qui ont parfois du mal à recruter en raison des tarifs du marché du logement. 

## Réalisations
- Le programme « cœur nature » à Rueil Malmaison[3]
- Une résidence intergénérationnelle à Ivry[4]
- Le groupe immobilier de Rosny-Sous-Bois « le grand pré »[5]
- Quatre premiers logements sociaux à Louveciennes[6].